# Надольна-Карчма
Надольна-Карчма (пол. Nadolna Karczma) — село в Польщі, у гміні Тухоля Тухольського повіту Куявсько-Поморського воєводства.
У 1975-1998 роках село належало до Бидгощського воєводства.